# چیفوروب

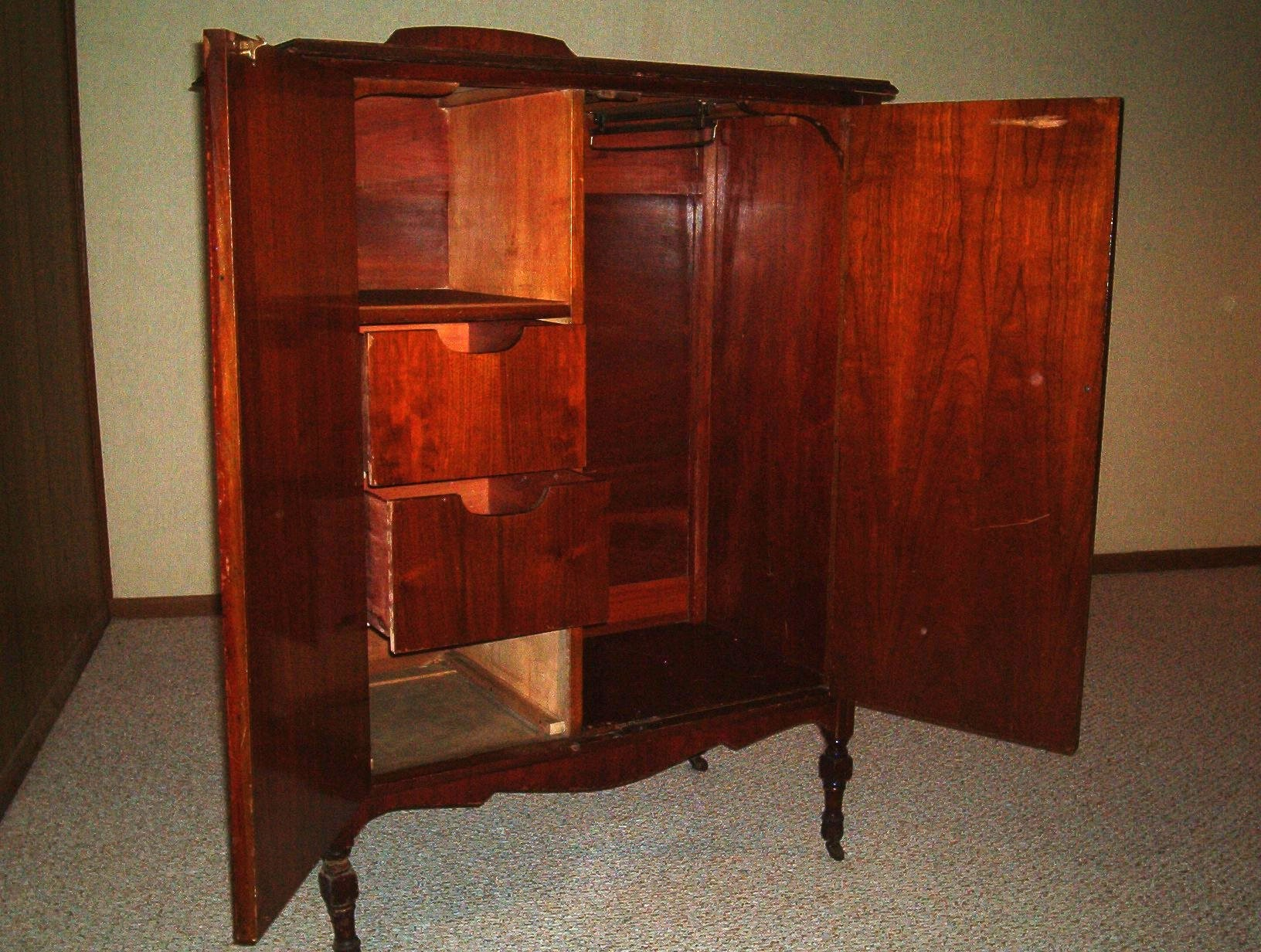
یک چیفوروب

چیفروب ( ‎/ˈʃɪfəˌroʊb/‎ ) قطعه‌ای از مبلمان کمد مانند است که ترکیبی از یک فضای طویل برای آویزان کردن لباس‌ها (یعنی کمد یا گنجه ) و یک دراور است.  معمولاً بخش کمد در یک طرف قطعه قرار دارد، در حالی که کشوها طرف دیگر را اشغال می‌کنند.  ممکن است دو درِ محصورکننده داشته باشد یا قسمت جلویی کشوها نمایان باشد و یک درِ جداگانه برای فضای آویزان کردن لباس‌ها وجود داشته باشد.  
چیفوروب‌ها برای اولین بار در کاتالوگ سیرز، روباک در سال ۱۹۰۸ تبلیغ شدند، که آنها را به عنوان «یک اختراع مدرن که فقط مدت کوتاهی مورد استفاده قرار گرفته است» توصیف می‌کرد.  خود این اصطلاح ترکیبی از کلمات chiffonier و comedy است. 
این کلمه در ایالات متحده ، عمدتاً در بخش جنوبی این کشور،  در پورتوریکو ،  و در کوبا استفاده می‌شود. کاربرد آن در جورجیا و ورمونت نیز به اثبات رسیده است.  در آن منابع، از آن به عنوان توالت فرنگی یا لگن (یا به طور دقیق‌تر، توالت فرنگی ) استفاده شده است.  این کلمه در تگزاس نیز استفاده شده است، اما به اندازه مترادف‌های آن مانند Bureau یا Dresser رایج نیست. 